# Mangueirinho

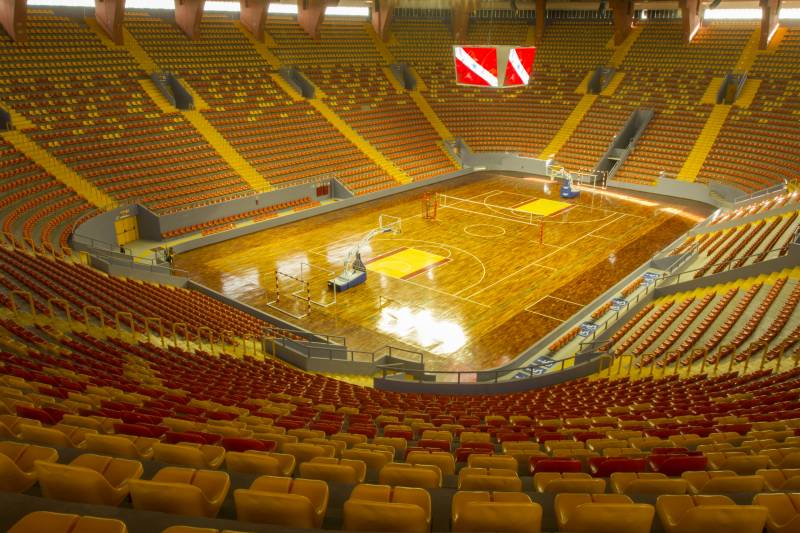
Área interna do mangueirinho

A Arena Guilherme Paraense, conhecido como Mangueirinho é um ginásio com capacidade para 11.970 pessoas, e está localizado em Belém, Pará. É o maior e mais moderno ginásio poliesportivo da Região Norte, sendo o primeiro e único da região e um dos cinco do país completamente climatizado. Além dos esportes indoor, como vôlei, basquete, handebol e futsal, a arena foi projetada para receber diferentes eventos como, por exemplo, UFC ou shows musicais, já que também dispõe de um palco móvel.
O nome é uma homenagem ao medalhista olímpico Guilherme Paraense.

## Estrutura
Erguido em uma área de aproximadamente 23 mil metros quadrados, a arena obedece a todas as especificações exigidas pelo Comitê Olímpico Brasileiro (COB). A praça esportiva será um espaço multiúso para a realização não apenas de eventos esportivos, mas também de shows e outros eventos culturais, com padrões internacionais de infraestrutura. O projeto incluiu ainda a aquisição de modernos equipamentos de informática, cobertura com telhas termoacústicas, que ajudam a reduzir impactos e o risco de lesão dos atletas, e um placar eletrônico de última geração, um placar eletrônico com telas em Led 360 graus, equipamento de última geração, em forma circular, o que dará ao público uma completa visão de qualquer lugar do ginásio.
O piso olímpico possui dimensões de 30m x 50m, totalizando uma área de 1.500m² em madeira de lei, com o chamado “piso flutuante”, que é constituído de amortecedores de borracha neoprene, destinados a reduzir impactos sobre o assoalho. A arena comporta quase doze mil assentos, distribuídos em 31 níveis de arquibancadas. Desse total, 247 lugares serão destinados para pessoas com deficiência. O ginásio possui 24 banheiros públicos sendo oito para pessoas com deficiência, além de 8 bares e lanchonetes contando com um estacionamento com capacidade para 224 vagas. O ginásio também possui sete vestiários, sendo dois masculinos, dois femininos, dois para pessoas com deficiências e um para árbitros.

## Eventos Recebidos
| Data                    | Atração                                                           | Informações    |
| ----------------------- | ----------------------------------------------------------------- | -------------- |
| 2017                    |                                                                   |                |
| 10/09/2017              | Paulo Ricardo Fábio Júnior                                        |                |
| 23/09/2017              | Anitta                                                            |                |
| 2018                    |                                                                   |                |
| 03/02/2018              | UFC Belém                                                         |                |
| 24/08/2018              | O Grande Encontro (Elba Ramalho, Geraldo Azevedo e Alceu Valença) |                |
| 26/08/2018              | Larissa Manoela                                                   |                |
| 07/12/2018              | Zé Ramalho                                                        |                |
| 23/11/2018              | Tribalistas                                                       |                |
| 15/12/2018              | Ronaldinho Gaúcho                                                 |                |
| 2021                    |                                                                   |                |
| 01/12/2021 a 05/12/2021 | 24ª Feira Panamazônica do Livro e das Multivozes                  |                |
| 2022                    |                                                                   |                |
| 13/05/2022              | Biquini Cavadão Frejat                                            | Pará Rock Fest |
|                         |                                                                   |                |